# Schaepmanmonument
Het Schaepmanmonument is een gedenkteken in de Nederlandse plaats Driebergen-Rijsenburg, ter herinnering aan dr. Herman Schaepman.

## Achtergrond
Dr. Hermanus Johannes Aloysius Maria (Herman) Schaepman (Tubbergen, 1844 – Rome, 1903) was theoloog en dichter en de eerste katholiek priester die lid van de Tweede Kamer werd.
Na Schaepmans overlijden werd op initiatief van aartsbisschop Henricus van de Wetering een commissie gevormd. Men wilde een gedenkteken op Schaepmans graf in Rome oprichten, een fundatie voor de zielerust in de kapel van het te stichten Hollands College en een monument op het terrein van het seminarie Rijsenburg. Het grafmonument kon in januari 1904 worden onthuld. Eind 1904 werd een prijsvraag uitgeschreven voor het monument bij het seminarie. Er kwamen zevenentwintig ontwerpen binnen, waarbij die van Wolter te Riele, F.H. Bach en Henri Minderop werden bekroond met een prijs. De jury achtte echter geen van de ontwerpen geschikt voor uitvoering. Uiteindelijk vroeg de aartsbisschop jurylid Pierre Cuypers een ontwerp te maken.
Cuypers maakte een neogotisch monument, bekroond door Sint-Joris en de draak, daarmee verwijzend naar Schaepmans motto "credo, pugno" (ik geloof, ik strijd). Het bouwwerk toont op elk van de zes zijden een tableau in reliëf; aan de voorzijde is Schaepman afgebeeld als zegenend priester, de overige vijf verwijzen naar scènes uit zijn leven en tonen hem als volksredenaar, hoogleraar, priester, dichter en als politicus. Het monument werd geplaatst in het park van het seminarie, waar het op maandag 13 juli 1908 om 12.00 uur, na een feestrede van professor E.A. Hinbergh, werd onthuld. Onder de aanwezigen waren aartsbisschop Van de Wetering, minister Kolkman, Tweede Kamerlid mgr. Nolens en burgemeester Gijsbert d'Aumale van Hardenbroek van Hardenbroek. De stichting Credo Pugno draagt zorg voor het behoud van het monument.
In 1909 nam de roomse propagandaclub De Jonge Garde uit Almelo het initiatief om ook een gedenkteken voor Schaepman op te richten in zijn geboorteplaats Tubbergen, naast het geplande beeld in Rijsenburg.  In 1927 onthulde mgr. Nolens eindelijk het standbeeld van dr. Schaepman, in Schaepmans geboorteplaats Tubbergen.

## Beschrijving
Het zeszijdige monument heeft aan elke zijde verdiepte spitsboogvelden met daarin een reliëf. De velden worden bekroond door een wimberg met kruisbloem en aan beide zijden ingesloten door een pinakel die eveneens worden bekroond door een wimberg in de driepasbeëindiging daaronder zijn symbolen geplaatst die verwijzen naar de deugden van Schaepman. Het vlak aan de voorzijde toont de zegenende Schaepman, de andere vlakken tonen hem als redenaar, als hoogleraar met zijn studenten, als mislezende priester vergezeld van twee biddende misdienaars, als dichter zittend in zijn studeerkamer en als politicus. Bovenop staat op een rijkelijk versierde sokkel een beeld van Sint-Joris en de draak. Onder elk vlak is een inscriptie geplaatst.

## Waardering
Het gedenkteken werd in 1999 als rijksmonument in het Monumentenregister opgenomen. "Het Schaepmanmonument is van cultuurhistorische waarde vanwege grote bekendheid en invloed van Schaepman als politicus aan het eind van de 19de eeuw en als laatste tastbare getuigenis van het verdwenen seminarie, alsmede van architectuurhistorisch waarde als voorbeeld van een bouwtype in rijk gedetailleerde neogotische stijl. Tevens van belang als onderdeel in het oeuvre van architect P.J.H. Cuypers."

## Fotogalerij

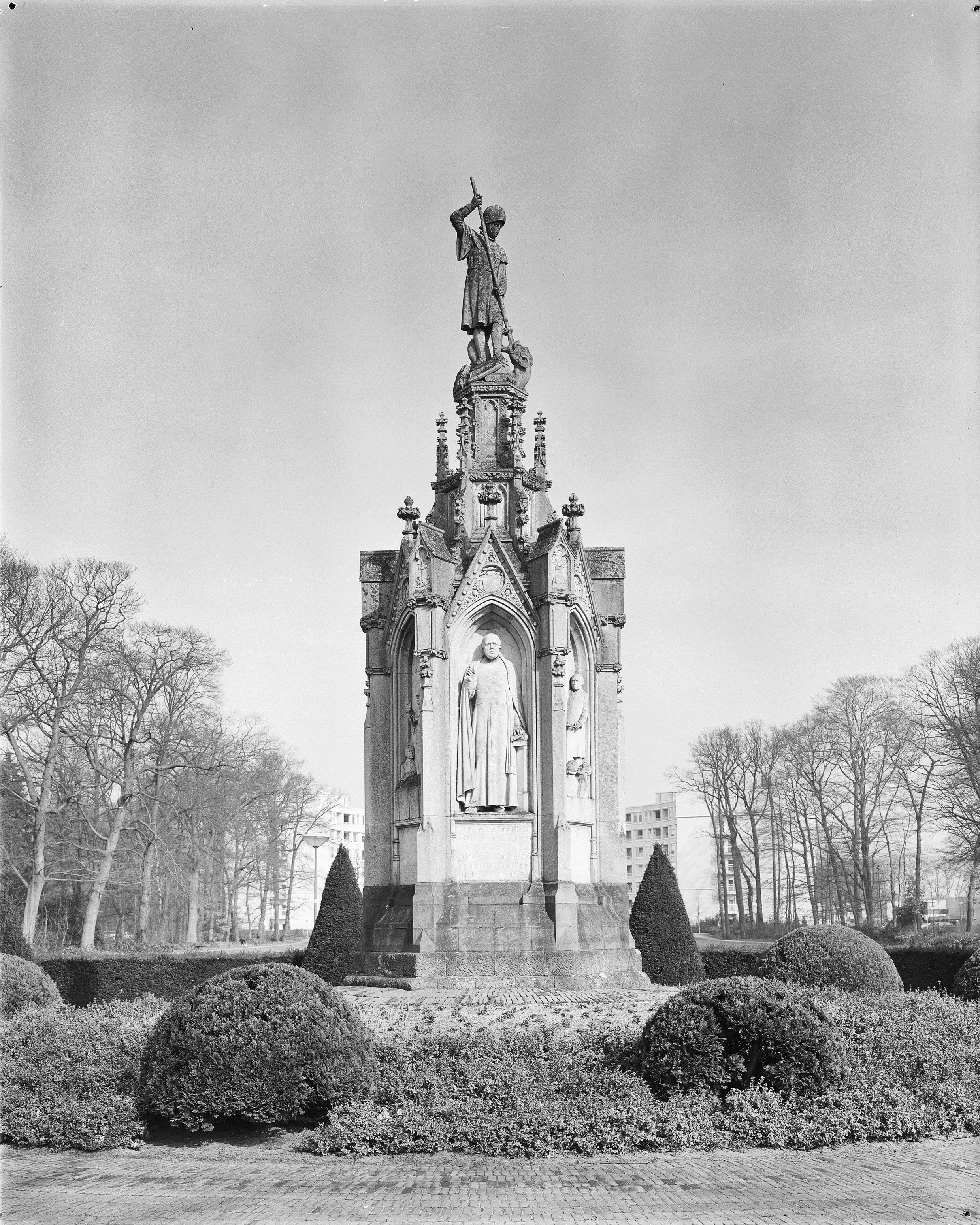
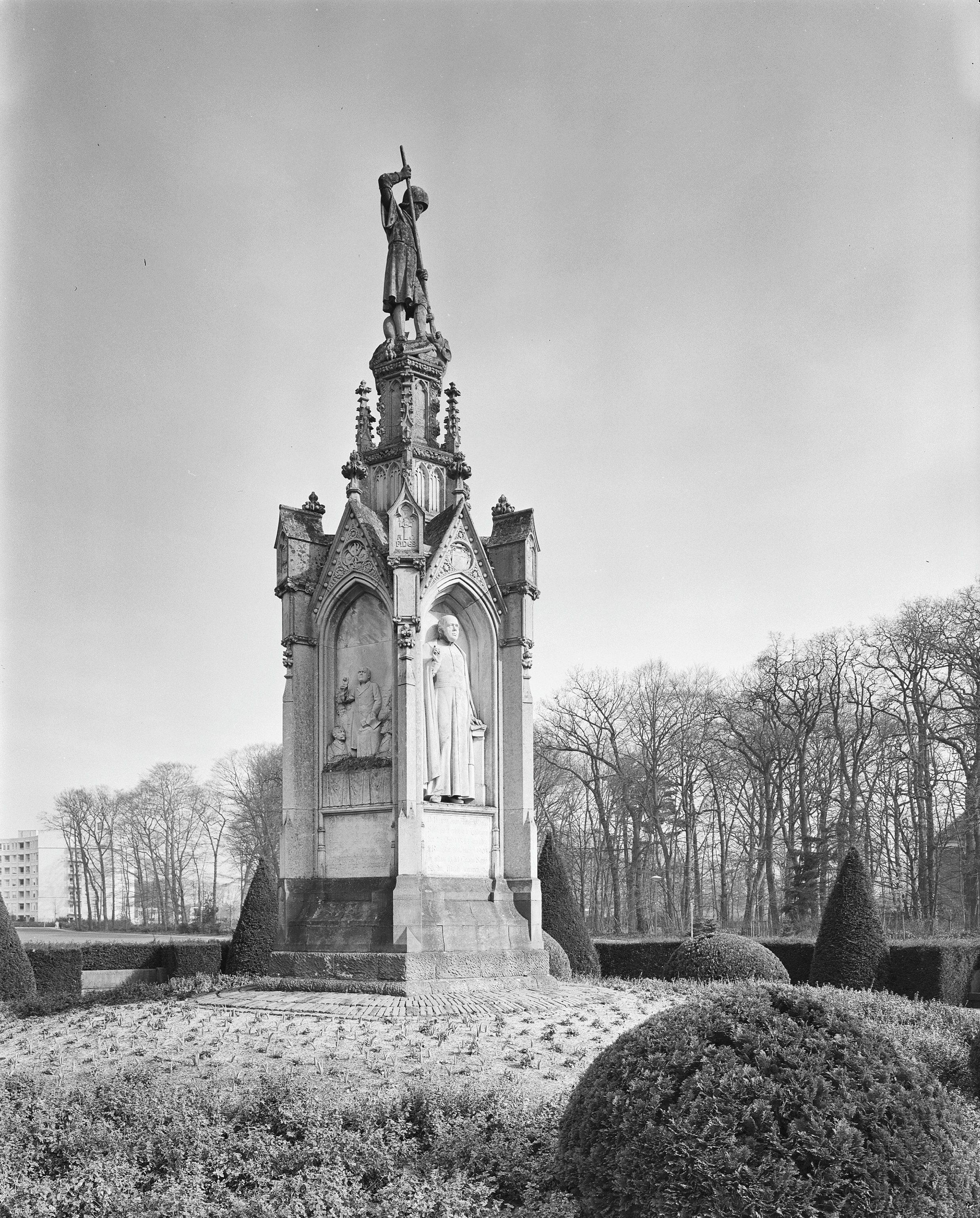